# Limaria loscombi
Limaria loscombi (syn.: Limea loscombi) ist eine Muschel-Art aus der Familie der Feilenmuscheln (Limidae).

## Merkmale
Das gleichklappige, aber ungleichseitige Gehäuse ist im Umriss schief-eiförmig und deutlich länger als breit. Es ist am vorderen unteren Ende verlängert. Der Hinterrand ist schwach gekrümmt, der Vorderrand nahezu gerade. Der Ventralrand ist tief ausgewölbt. Die beiden Klappen sind stark gewölbt (gebläht) und klaffen bei geschlossenem Gehäuse nicht. Fritz Nordsieck gibt folgende Maße an: 20 mm lang, 12 mm breit und 12 mm dick (im Querschnitt). Der Dorsalrand ist gerade, die Ohren sind jedoch sehr klein und in etwa gleich groß. Sie gehen mit stumpfem Winkel in den Vorder- bzw. Hinterrand über. Die vorderen Ohren sind leicht vorstehend und haben eine seichte Byssusbucht. Sie sind glatt, ohne Rippen. Die Wirbel stehen weit voneinander ab, mit einem breiten Dorsalfeld. Das Ligament liegt auf einem großen, dreieckigen Resilifer. Die Schlossplatte beiderseits des Resilifer ist glatt, d. h., es sind keine Zähne vorhanden. Die Muskelabdrücke und die Mantelanheftung sind undeutlich. Der Mantelrand ist mit orangeroten Tentakeln besetzt.
Die grauweiße bis schmutzigweiße Schale ist dünn, durchscheinend und zerbrechlich. Die Ornamentierung besteht aus etwa 50 radialen Rippen und Streifen. Von diesen sind die mittleren etwa 20 Rippen kräftiger ausgeprägt und ergeben am unteren Gehäuserand eine Zähnelung. Zwischen die primären Rippen schalten sich ein bis drei sekundäre Rippen ein. Sie kreuzen sich mit feinen randparallelen Anwachsstreifen. Das Periostracum ist dünn und hinfällig.

## Geographische Verbreitung und Lebensraum
Das Verbreitungsgebiet von Limaria loscombi reicht von Nordnorwegen bis nach Angola. Sie ist auch in Neufundland (fide Nordsieck), den Azoren und im Mittelmeer nachgewiesen.
Limaria loscombi lebt auf feinsandigen bis schlammig-sandigen Böden von etwa 25 m bis etwa 100 m Wassertiefe (flachster Nachweis: 9 m, tiefster Nachweis: 2.704 Meter Wassertiefe). Angeblich baut Limaria loscombi keine Byssusnester.

## Taxonomie
George Brettingham Sowerby I stellte das Taxon 1823 als Lima loscombi auf. Es ist die Typusart der Gattung Limatulella Sacco, 1898. Letztere wird von manchen Autoren als Untergattung von Limaria benutzt oder auch von Limea (Nordsieck). MolluscaBase gibt außerdem noch folgende Synonyme an: Lima bullata Turton, 1822, Lima clausa Danilo & Sandri, 1856, Lima goodallii Brown, 1844 und Lima reticulata Leach in Gray, 1852.

## Belege

### Online
- Marine Bivalve Shells of the British Isles: Limaria loscombi (G. B. Sowerby I, 1823) (Website des National Museum Wales, Department of Natural Sciences, Cardiff)